# Marquesat de Castelldosrius

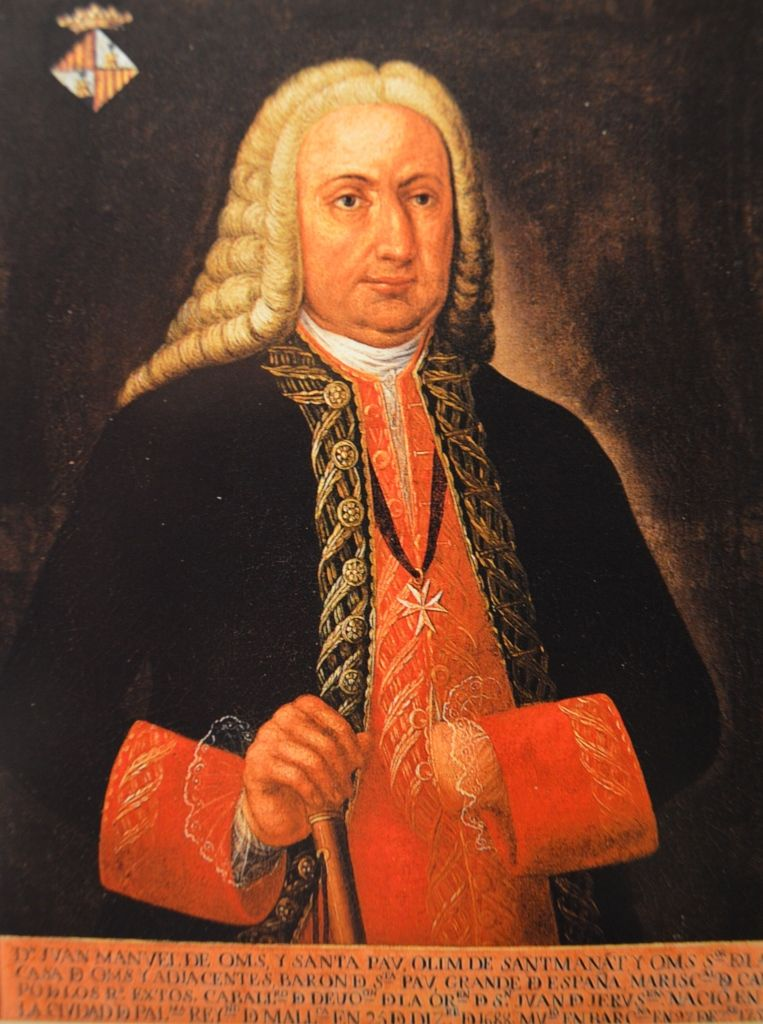
Primer marquès

El marquesat de Castelldosrius és un títol nobiliari concedit el 1690 per Carles II a Manuel d'Oms i de Santa Pau. El 1701, Felip V li afegí la Grandesa d'Espanya.
El nom fa referència al castell de Dosrius, a Dosrius, al Maresme.

## Titulars
- Manuel d'Oms i de Santa Pau: 1r marquès de Castelldosrius (1651-1710), Gran d'Espanya
- Fèlix d'Oms i de Santa Pau: 2n marquès de Castelldosrius (1710-1744), Gran d'Espanya
- Joan Manuel d'Oms i de Santa Pau: 3r marquès de Castelldosrius (1744-1754), Gran d'Espanya

- Manuel d'Oms i de Santa Pau: 4t marquès de Castelldosrius (1754-1796), Gran d'Espanya

- Francesc Xavier d'Oms i de Santa Pau: 5è marquès de Castelldosrius (1796-1842), Gran d'Espanya
- Carles de Sentmenat i de Puiggener: 6è marquès de Castelldosrius (1842-1846), Gran d'Espanya, senyor de Vallgornera, Pollestres i Vilarnau
- Carles de Sentmenat i de Riquer: 7è marquès de Castelldosrius (1846-1856), Gran d'Espanya, 23è baró de Santa Pau
- Ramon de Sentmenat i de Saenz-Ramírez: 8è marquès de Castelldosrius (1856-1873), Gran d'Espanya, 24è baró de Santa Pau
- Carles de Sentmenat i de Sentmenat: 9è marquès de Castelldosrius (1873-1935), Gran d'Espanya, 2n marquès d'Orís i 25è baró de Santa Pau
- Fèlix de Sentmenat i Güell: 10è marquès de Castelldosrius (1935/1956-1990), Gran d'Espanya, 8è marquès de Benavent, 3r marquès d'Orís, 26è baró de Santa Pau
- Carles de Sentmenat i de Urruela: 11è marquès de Castelldosrius (1990-2003), Gran d'Espanya, 27è baró de Santa Pau
- Santiago de Sentmenat i de Urruela: 12è marquès de Castelldosrius (2005-2010), Gran d'Espanya, 28è baró de Santa Pau
- Ágatha Ruiz de la Prada y Sentmenat: 13a marquesa de Castelldosrius (2010-), Gran d'Espanya, 29a baronesa de Santa Pau